# Xian de Lushui
Le xian de Lushui (泸水县 ; pinyin : Lúshuǐ Xiàn) est un district administratif de la province du Yunnan en Chine. Il est placé sous la juridiction de la préfecture autonome lisu de Nujiang.
Le chef-lieu du district est la ville de Liuku.

## Démographie
La population du district était de 151 848 habitants en 1999.

## Transport
Le Xian est relié par la route à Myitkyina, capitale de l'État de Kachin, en Birmanie.